# Gabriel Eskinja
Gabriel Eskinja (* 29. August 2003 in Graz) ist ein österreichischer Fußballspieler.

## Karriere
Eskinja begann seine Karriere beim FC Gratkorn. Im September 2012 wechselte er zum Grazer AK. Zur Saison 2015/16 kam er in die Jugend des SK Sturm Graz. Im März 2017 kehrte er wieder nach Gratkorn zurück. Dort rückte er in der Winterpause der Saison 2018/19 in den Kader der siebtklassigen Reserve. Im Mai 2019 absolvierte er sein erstes und einziges Spiel für die erste Mannschaft in der fünftklassigen Oberliga.
Zur Saison 2019/20 wechselte er zum SC Kalsdorf, bei dem er in seiner ersten Saison noch für die Reserve in der sechsthöchsten Spielklasse spielte. Zur Saison 2020/21 rückte er dann in den Kader der Regionalligamannschaft. Für diese kam er in eineinhalb Jahren zu 18 Einsätzen in der Regionalliga Mitte. In der Winterpause 2021/22 wechselte der Innenverteidiger nach Kroatien in die U-19 des NK Slaven Belupo Koprivnica.
Im Mai 2022 debütierte er am letzten Spieltag der Saison gegen den NK Istra 1961 für die Profis von Slaven Belupo in der 1. HNL. In der Saison 2022/23 kam er dann für Slaven Belupo nie zum Einsatz. Im August 2023 wechselte Eskinja leihweise zum Zweitligisten NK Zrinski Osječko 1664. Während der Leihe kam er zu 19 Einsätzen in der 2. HNL. Zur Saison 2024/25 kehrte er nicht mehr zu Slaven Belupo zurück, sondern wechselte in die Ukraine zu Sorja Luhansk.

## Persönliches
Sein Bruder Josip (* 1998) ist ebenfalls Fußballspieler.
Die beiden sind Söhne des ehemaligen kroatischen Fußballspielers und aktuellen -trainers Zoran Eškinja (* 1967). Ihr Cousin Hamza Mikara (* 1997) war ebenfalls Fußballspieler, brachte es jedoch nicht über die steirische Landesliga hinaus.